# Kaidansaari (ö i Norra Savolax, Varkaus, lat 62,25, long 28,18)
Kaidansaari är en halvö i Finland. Den ligger i sjön Haukivesi och i kommunen Varkaus i den ekonomiska regionen  Varkaus ekonomiska region  och landskapet Norra Savolax, i den sydöstra delen av landet, 290 km nordost om huvudstaden Helsingfors.